# Episodi di Dynasty (serie televisiva 2017) (quarta stagione)
La quarta stagione della serie televisiva Dynasty, composta da 22 episodi, viene trasmessa negli Stati Uniti su The CW dal 7 maggio al 1º ottobre 2021.
In Italia la stagione è uscita il 22 ottobre 2021 su Netflix.
| n° | Titolo originale                          | Titolo italiano                        | Prima TV USA      | Uscita in Italia |
| -- | ----------------------------------------- | -------------------------------------- | ----------------- | ---------------- |
| 1  | That Unfortunate Dinner                   | Quella sfortunata cena                 | 7 maggio 2021     | 22 ottobre 2021  |
| 2  | Vows Are Still Sacred                     | I voti nuziali sono ancora sacri       | 14 maggio 2021    | 22 ottobre 2021  |
| 3  | The Aftermath                             | Le conseguenze                         | 21 maggio 2021    | 22 ottobre 2021  |
| 4  | Everybody Loves The Carringtons           | Tutti amano i Carrington               | 28 maggio 2021    | 22 ottobre 2021  |
| 5  | New Hopes, New Beginnings                 | Nuove speranze, nuovi inizi            | 4 giugno 2021     | 22 ottobre 2021  |
| 6  | A Little Father-Daughter Chat             | Una piccola chiacchierata padre-figlia | 11 giugno 2021    | 22 ottobre 2021  |
| 7  | The Birthday Party                        | La festa di compleanno                 | 18 giugno 2021    | 22 ottobre 2021  |
| 8  | Your Sick And Self-Serving Vendetta       | Un'assurda ed egoistica vendetta       | 25 giugno 2021    | 22 ottobre 2021  |
| 9  | Equal Justice For The Rich                | Pari giustizia per i ricchi            | 2 luglio 2021     | 22 ottobre 2021  |
| 10 | I Hate To Spoil Your Memories             | Odio rovinare i tuoi ricordi           | 16 luglio 2021    | 22 ottobre 2021  |
| 11 | A Public Forum For Her Lies               | Un forum pubblico per le sue menzogne  | 23 luglio 2021    | 22 ottobre 2021  |
| 12 | Everything but Facing Reality             | Tutto tranne la realtà                 | 30 luglio 2021    | 22 ottobre 2021  |
| 13 | Go Rescue Someone Else                    | Vai a salvare qualcun altro            | 6 agosto 2021     | 22 ottobre 2021  |
| 14 | But I Don't Need Therapy                  | Ma la terapia non mi serve             | 13 agosto 2021    | 22 ottobre 2021  |
| 15 | She Lives in a Showplace Penthouse        | Vive in un attico modello              | 20 agosto 2021    | 22 ottobre 2021  |
| 16 | The British Are Coming                    | Arrivano gli inglesi                   | 27 agosto 2021    | 22 ottobre 2021  |
| 17 | Stars Make You Smile                      | Le stelle ti rallegrano                | 3 settembre 2021  | 22 ottobre 2021  |
| 18 | A Good Marriage In Every Sense            | Un buon matrimonio in tutti i sensi    | 10 settembre 2021 | 22 ottobre 2021  |
| 19 | Everything Looks Wonderful, Joseph        | Tutto è meraviglioso, Joseph           | 17 settembre 2021 | 22 ottobre 2021  |
| 20 | You Vicious, Miserable Liar               | Tempo di bugie                         | 24 settembre 2021 | 22 ottobre 2021  |
| 21 | Affairs of State and Affairs of the Heart | Affari di stato e affari di cuore      | 24 settembre 2021 | 22 ottobre 2021  |
| 22 | Filled With Manipulations and Deceptions  | Manipolazioni e inganni ovunque        | 1 ottobre 2021    | 22 ottobre 2021  |

## Quella sfortunata cena
- Titolo originale: That Unfortunate Dinner
- Diretto da: Michael A. Allowitz
- Scritto da: Sallie Patrick, Josh Schwartz e Stephanie Savage

### Trama
Nella tenuta Carrington si officia un rito funebre. Fallon siede impassibile davanti alla bara del defunto, del quale è ignota l'identità
Sei mesi prima. Alle prese con i preparativi del matrimonio, Fallon vuole una cerimonia che rispecchi la sua personalità, anche se Alexis le sconsiglia di violare la tradizione perché in passato chi lo ha fatto ne ha subito le conseguenze. Purtroppo per Fallon, la profezia di Alexis si rivela corretta. La chiesa in cui si sarebbe dovuto celebrare il matrimonio è allagata, costringendo a spostare l'evento nella tenuta Carrington. Blake deve assolutamente ottenere un prestito dalla banca, altrimenti la Carrington Atlantic potrebbe chiudere i battenti. Siccome la banca è restia a concedergli il prestito, Blake si vede costretto a impegnare tutti i suoi beni come garanzia. Ryan arriva ad Atlanta per firmare i documenti dell'annullamento del matrimonio con Sam, ma il volo viene cancellato e Ryan si deve trattenere in città ancora qualche giorno. Sam è convinto che la permanenza di Ryan sia un segno del destino, ma Kirby lo mette in guardia da quel ragazzo che conosce appena ed è parecchio strano non sia riuscito a trovare un altro volo. Archiviata Casa di Deveroo, Dominique si lancia in una linea di indumenti da notte, ma non trova nessuno disposto a finanziarla. Dominique riceve dalla madre Lo la chiave di una cassetta di sicurezza lasciatale da Thomas Carrington. Adam è preoccupato dall'assenza di Anders, temendo stia ficcando il naso nel suo oscuro passato in Montana.
La cena di prova di Adam e Fallon al La Mirage sta procedendo bene, almeno finché non arriva Laura Van Kirk, determinata ad esserci nonostante il veto messole dal figlio. Kirby rivela inavvertitamente la relazione di Cristal con Padre Caleb, tra l'altro designato per celebrare il matrimonio di Adam e Fallon, indignando Blake che viene a sua volta additato per la liaison con Laura. Blake non sa che i beni dati in garanzia alla banca sono finiti nelle grinfie di Jeff e Alexis. A sabotare la chiesa è stato Evan, il fratello di Trixie.

## I voti nuziali sono ancora sacri
- Titolo originale: Vows Are Still Sacred
- Diretto da: Michael A. Allowitz
- Scritto da: Sallie Patrick, Josh Schwartz e Stephanie Savage

### Trama
Il giorno del matrimonio Fallon si sloga la caviglia mentre sta provando le scarpe con il tacco. Questo la induce a chiedere ad Alexis di accompagnarla all'altare assieme a Blake, implorandola di mettere da parte almeno per un momento i dissapori con suo padre. Blake è alla disperata ricerca di petrolio per poter rimborsare il prestito alla banca entro la giornata, altrimenti perderà il controllo sui beni vincolati, tra i quali rientra la villa. Tempestivamente informati da Adam, Jeff e Alexis comprano il petrolio di Cliff Wilson, storico fornitore di Blake che avrebbe potuto fornirgli la quantità necessaria a estinguere il prestito. Sam comunica a Ryan di aver scoperto che gli ha mentito e, non volendo iniziare una storia sotto questi presupposti, lo invita a lasciare Atlanta quanto prima. Nella cassetta di Thomas Dominique ha trovato una scrittura che la rende proprietaria dei diritti minerari nel sottosuolo della villa, ma quanto tenta di venderli a Blake, questi rifiuta. Anders ha fatto venire ad Atlanta Shelly Duncan, l'infermiera che aveva in cura Teresa, la madre di Adam, poiché vuole usarla per estorcergli la confessione che ha ucciso lui la madre.
Alexis e Jeff rivelano a Blake che hanno rilevato loro il suo prestito e, poiché non riuscirà a restituire il denaro alla banca, si apprestano a diventare i nuovi proprietari di Villa Carrington. Blake si vede costretto a chiedere un generoso prestito a Fallon, indignandola perché sta tirando fuori la questione nel giorno del suo matrimonio. L'umore di Fallon peggiora ulteriormente quando scopre la macchinazione ordita da Alexis e Jeff, esprimendo disgusto verso entrambi i genitori e decidendo di fuggire con Liam per andarsi a sposare in una location segreta. Introdottosi in Villa Carrington armato di coltello, Evan trova Kirby nella camera di Fallon e, davanti al rifiuto di farsi dire dove si trova la sposa, la accoltella per impossessarsi del suo cellulare. Sam si scusa con Caleb per come si è comportato, invitandolo a restare ancora qualche giorno e accompagnarlo al matrimonio. Ryan decide comunque di tornare a New Orleans, promettendogli di riflettere sulla possibilità di riprendere la loro frequentazione. Alexis e Jeff concordano di avviare le pratiche del divorzio, avendo raggiunto il loro comune  obiettivo di danneggiare Blake e stante il rifiuto di Jeff di avere figli nell'immediato.
Fallon ha proposto a Liam di sposarsi nel teatro del suo vecchio liceo, dove calcava il palcoscenico nei panni di Fantine de I miserabili. All'intima cerimonia sono presenti i soli Sam, incaricato di celebrare le nozze al posto di Padre Caleb, e Michael, diventato testimone in sostituzione dell'assente Kirby. Alexis ha stretto un accordo con Dominique per compartecipare ai diritti minerari, coinvolgendo anche Jeff perché, benché presto non saranno più sposati, possono comunque continuare a essere soci in affari. Adam trova Kirby riversa sul pavimento e le presta soccorso; nello stesso momento sopraggiunge Anders che, convinto l'artefice dell'accoltellamento sia Adam, gli punta contro una pistola se non riuscirà a salvare la figlia. Al teatro del liceo Fallon e Liam si scambiano i voti nuziali, lei con una canzone composta per l'occasione e lui con un breve discorso. Mentre Liam esce per prendere qualcosa da bere, Evan entra a teatro e minaccia Fallon con il coltello per vendicare la morte di Trixie. Nel frattempo, giunge anche Blake che, coordinandosi con Liam, spegne le luci e si getta addosso a Evan. Blake ed Evan finiscono entrambi privi di sensi nella buca dell'orchestra.

## Le conseguenze
- Titolo originale: The Aftermath
- Diretto da: Pascal Verschooris
- Scritto da: Sallie Patrick, Josh Schwartz e Stephanie Savage

### Trama
Sia Blake che Kirby se la cavano, anche se Anders continua a non voler far avvicinare Adam alla figlia. Alexis non può ancora prendere pieno possesso di Villa Carrington perché Fallon ha deciso di assistere Blake, già dimesso dall'ospedale, durante la sua degenza. Siccome la madre ha licenziato l'intero staff, Fallon prova a essere un'infermiera provetta per suo padre e anche per Kirby, nonostante questo comporti rinviare il viaggio di nozze con Liam. Alexis e Dominique sono pronte ad annunciare la loro società mineraria, ma Jeff vuole bloccare tutto quando scopre che lui percepirà un terzo dei proventi perché ignora la presenza di Dominique nell'accordo. Jeff pretende di conoscere l'identità del terzo partner che Alexis finge sia un presunto cugino di nome Bob Morell, assoldando un figurante per interpretarne il ruolo. Kirby impone al padre di accettare la presenza di Adam, dovendogli riconoscere che le è ha salvato la vita. Blake desidera vedere Cristal, con cui ha litigato durante il matrimonio e che adesso si trova al La Mirage a divertirsi con Caleb.
Fallon deve presto arrendersi all'incapacità di essere una buona infermiera. Liam insiste per partire in luna di miele, facendo leva sulla necessità della neo-moglie di allontanarsi da Villa Carrington. Nonostante sia rimasta segnata dall'aggressione di Evan, Fallon allestisce una finta Bora Bora in giardino pur di non partire. Sam preannuncia a Cristal di aver affittato a Blake una suite al La Mirage, motivo per cui debbono chiarirsi. Al contrario, Cristal è risoluta a rompere il matrimonio con Blake per stare con Caleb, venendo visti insieme da Alexis che lo riferisce a Blake. Jeff stacca un assegno molto generoso per Bob, il quale rifiuta l'offerta perché vorrebbe tenere le quote in famiglia. Successivamente, Jeff apprende da Michael che non esiste nessun Bob Morell. Anders riesce a registrare Adam mentre confessa di aver ucciso sua madre Teresa nel sonno, facendole pagare anni di menzogne. Anders non si capacita di come Alexis abbia potuto perdonare Adam per averla spinta nel caminetto, rifiutando di lasciare Kirby sola in Villa Carrington con quello squilibrato.
Fallon riesce ad ammettere di avere paura a lasciare la villa e Blake la invita a fidarsi dell'unica persona sicura, suo marito Liam. Allo stesso tempo, Fallon sprona suo padre a riprendersi Cristal. Jeff smaschera la truffa ordita da Alexis all'inaugurazione della Alexis Carrington Diamond Company e Dominique sceglie proprio questo momento per uscire allo scoperto. Avendo visto quanto Kirby stia bene con Adam, Anders annuncia che cancellerà la registrazione, anche se alla fine decide di conservarla. Cristal torna alla villa, ma soltanto per aiutare Blake a guarire il più rapidamente possibile, precisando che non intende trasferirsi e le cose tra loro non sono cambiate. Jeff spedisce i documenti del divorzio ad Alexis, ma Dominique la invita a non firmarli perché ha in mente un nuovo piano. Fallon confida a Liam di aver capito che con lui può affrontare il mondo esterno, definendo elettrizzanti i loro primi due giorni di matrimonio. Jeff comunica ad Alexis che è pronto a farle la guerra, complicando il più possibile la loro causa di divorzio e annunciando il suo trasferimento a Villa Carrington, la cui metà è sua poiché sono ancora sposati.

## Tutti amano i Carrington
- Titolo originale: Everybody Loves the Carringtons
- Diretto da: Andi Behring
- Scritto da: Sallie Patrick, Josh Schwartz e Stephanie Savage

### Trama
Di ritorno da due settimane di luna di miele alle Maldive, Fallon spinge Liam a rilasciare un'intervista congiunta per dimostrare che almeno lei è ancora sulla cresta dell'onda. La giovane Carrington non si aspettava certo di trovare Jeff sistemato nell'atrio della villa, deciso a non smobilitare finché Alexis non firmerà il divorzio. La priorità di Fallon è risolvere il conflitto tra la madre e Jeff che rischia di rendere vano il tentativo di rilanciare il suo brand, così le viene l'idea di suddividere la villa in due parti uguali per un cessate il fuoco che duri giusto il tempo dell'intervista. Completata la riabilitazione, Blake si trasferisce al La Mirage con l'obiettivo di riconquistare Cristal, nonostante quest'ultima si appresti ad ufficializzare la sua relazione con Caleb. Michael è stato nominato dalla lega calcio presidente dell'anno e chiede ad Adam, visti i suoi trascorsi da medico della squadra, di curare il ginocchio del calciatore Victor Diaz. Ryan vuole che Sam smetta di inviargli regali costosi a New Orleans, ma Sam esagera arrivando ad assoldare addirittura Brian Littrell dei Backstreet Boys per cantare in video-chiamata.
Fallon è disposta a tutto pur di ottenere l'intervista, dato che il primo sopralluogo di Val, emissaria della giornalista Meredith, ha dato esito negativo perché Alexis e Jeff si sono messi a litigare davanti a lei, per giunta con l'intromissione di Dominique. La tenacia di Fallon convince Val ad approvare l'intervista, ma nonostante questo rinchiude Alexis e Jeff per costringerli ad accordarsi. Dominique vuole iniziare gli scavi nel sottosuolo la stessa sera dell'intervista, volendo intestare la compagnia estrattiva a Jeff per ingraziarselo. Anders è riuscito a rintracciare un misterioso amico dell'Est Europa di Blake che commercia un quadro di Marc Chagall. Cristal comunica a Blake che intende lasciarlo, costringendo il signor Carrington ad accettare la sua decisione. Michael usa Kirby per distrarre Victor nella hall del La Mirage, mentre lui spia il suo cellulare per ricavare le prove che l'infortunio al ginocchio è dovuto alle cattive compagnie da lui frequentate. Le indagini di Michael, riuscito a scandagliare il cellulare di Victor prima che questi attivasse la funzione di ricerca, fanno emergere il suo coinvolgimento in un giro di scommesse clandestine.
Raggiunto un accordo con Alexis, Jeff è pronto a levare le ancore. Anche Fallon vuole lasciare la villa, stanca dei sotterfugi di Alexis che ha inscenato questa pantomima con Jeff unicamente per il proprio tornaconto personale. Sam si scusa con Ryan per essersi lasciato prendere la mano, proponendogli di passare dalle video-chiamate alle più intime telefonate. Jeff se la prende con Dominique, incolpandola di essere ossessionata dalla famiglia Carrington, chiamandosi fuori dal business dei minerali. Liam fa riflettere Fallon sul fatto che andarsene dalla villa non risolverà i suoi problemi, dato che in un modo o nell'altro è legata a questo posto. Michael ha scoperto che a capo del giro di scommesse c'è addirittura il suo vicepresidente Dawkins, ricevendo l'avvertimento che, qualora lo denuncerà, verrà a sua volta accusato di esserne colpevole. Fallon preannuncia ad Alexis che nell'intervista dichiarerà di voler prendere il controllo della dinastia Carrington, acquistando i viali di accesso alla villa che le permetteranno di buttare fuori lei e Dominique se oltrepasseranno il limite. Blake minaccia Caleb di uscire dalla vita di Cristal.

## Nuove speranze, nuovi inizi
- Titolo originale: New Hopes, New Beginnings
- Diretto da: Geary McLeod
- Scritto da: Sallie Patrick, Josh Schwartz e Stephanie Savage

### Trama
Adesso che ha voluto le redini del comando, Fallon deve destreggiarsi tra il rilancio della Fallon Unlimitied e le tradizionali incombenze della famiglia Carrington, di cui abitualmente si occupava Blake. Alexis e Dominique sono liete del nuovo attivismo di Fallon perché significa che avrà meno tempo da dedicare alla faida in corso tra loro. Cristal è profondamente indignata dalle minacce rivolte da Blake a Caleb, anche se il signor Carrington smentisce di essere arrivato a comportarsi in modo così abietto con un prete. Jeff comunica a Dominique che nonna Lo è morta, facendola sentire in colpa perché quella mattina, troppo presa dagli affari con Alexis, non ha risposto all'ultima telefonata della madre. Michael ha deciso di vendere l'Atlantix e vuole che anche il suo successore sia afroamericano, altrimenti l'intera lega calcistica sarebbe dominata da presidenti bianchi. Dawkins è naturalmente del parere opposto, così a Michael viene l'idea di presentargli Sam come un finto ex calciatore interessato a comprare la squadra.
Fallon aggredisce un ragazzino fuori dalla biblioteca perché la punzecchiava sui noti guai della famiglia Carrington. Questo incidente, ripreso dai fotografi, rischia di costarle l'accordo in dirittura d'arrivo con la Smartvex, una partnership che permetterebbe alla Fallon Unlimited di sbarcare nel mercato digitale. Costretta ad emendare il danno d'immagine, Fallon inizia ad apparire fintamente generosa, promettendo addirittura di finanziare tutti e cinque i progetti in lizza per l'istituto di ricerca medica Carrington. Blake incontra Caleb sul sagrato della chiesa per scusarsi del suo comportamento, venendo interrotti da un tossicodipendente che implora il prete di riceverlo. Determinato a togliere di mezzo Caleb, Blake stacca un generoso assegno al vescovo per fargli avere una promozione. Dominique si sobbarca l'intera organizzazione del funerale di Lo, in occasione del quale Monica rientra da New York, benché Jeff sottolinei come la madre intenda alleggerirsi la coscienza e le rinfacci che Lo è stata molto più presente di lei nella loro vita. Sam scopre che Dawkins è gay ed è disposto a vendergli l'Atlantix se andrà a letto con lui, così Michael gli chiede di estorcergli una confessione.
Al funerale Dominique ammette di non aver conosciuto bene la madre, ringraziandola per aver cresciuto i suoi figli e promettendo che ne seguirà l'esempio. Fallon interrompe la conferenza stampa, rendendosi conto che la sua ambizione le ha fatto perdere il funerale di Lo e questo non è certamente degno di chi professa l'importanza della famiglia. L'interferenza di Blake produce il risultato sperato, separando le strade di Cristal e Caleb perché sarebbe un peccato se il prete dovesse rinunciare ai benefit appena ottenuti dal vescovo. Dominique chiede a Monica di tornare con lei a New York, così da dare seguito al proposito di ricostruire gli equilibri familiari, e anche Jeff è dell'idea di prendersi una pausa dal caos degli ultimi tempi. Michael costringe Dawkins a vendere l'Atlantix ad una cordata di imprenditori afroamericani, altrimenti divulgherà la registrazione carpita da Sam. Il tossicodipendente che ha distratto Caleb durante il suo colloquio con Blake è stato pagato da Anders per recitare il ruolo. Fallon resta spiazzata quando Blake, felice di come la figlia se la sia cavata nella nuova veste di leader, esprime il desiderio di affiancarla alla guida dell'impero familiare.

## Una piccola chiacchierata padre-figlia
- Titolo originale: A Little Father-Daughter Chat
- Diretto da: Star Barry
- Scritto da: Sallie Patrick, Josh Schwartz e Stephanie Savage

### Trama
Nel primo giorno di Blake alla Fallon Unlimited Fallon mette subito in chiaro che è lei a comandare, mentre il padre dovrebbe avere un ruolo secondario. Incaricato dalla figlia di rendere profittevole la società, Blake inizia a licenziare dipendenti a mani basse, indispettendo Fallon perché se non fosse suo padre non si sarebbe preso queste libertà. Stanco di vivere nella suite del La Mirage che non potrà mai pareggiare il lusso di Villa Carrington, Blake propone a Cristal di tornarci a vivere, ma la moglie è ancora fredda su un possibile riavvicinamento. Kirby torna a lavorare dopo l'accoltellamento e anche Adam ha grandi progetti, diventare capo del personale in ospedale. Sam fa gli scongiuri affinché Ryan sia ammesso alla Western Atlanta, così da interrompere una relazione a distanza che lo sta sfiancando, però il fidanzato è propenso ad accettare la proposta di un'università a New Orleans che gli offre una borsa di studio. Pur di averlo ad Atlanta, Sam è disposto a pagargli gli studi; tuttavia, Ryan declina l'offerta perché non gli piace essere mantenuto.
Blake prova ad essere il supporto di cui Fallon ha bisogno, cercando di rimediare ai licenziamenti folli. Lasciato solo a Villa Carrington mentre la moglie lavora, Liam passa le giornate a bere e trascura una scrittura che non gli sta dando soddisfazioni. Per sentirsi vivo e avere uno scopo, Liam vuole tornare a essere un giornalista investigativo. Kirby chiede consiglio a Cristal su come ravvivare l'attività sessuale con Adam. Quest'ultimo si ritrova a fronteggiare nuovamente la Dottoressa Bailey, decisa a soffiargli il ruolo di capo del personale come vendetta per i loro trascorsi. Kirby ottiene un filmato della Bailey che fa sesso in ospedale. Venduta l'Atlantix, Michael si stabilisce al La Mirage e dà a Sam un suggerimento che l'amico fraintende, corrompendo la West Atlanta per far spuntare una borsa di studio da destinare a Ryan. Quando costui rifiuta la borsa di studio, Sam vuole andare a fondo della questione, con l'inevitabile risultato di far arrabbiare il fidanzato e spingerlo a volersene andare. Michael intercede per Sam, offrendosi lui come finanziatore di Ryan e convincerlo ad accettare la Western Atlanta e far funzionare la sua relazione.
Fallon scopre che Blake vuole già licenziarsi, avendo ingaggiato un cacciatore di teste per scovare nuove opportunità. Anders fa riflettere Blake che Fallon ha ragione sulla sua sfrenata ambizione, in nome della quale ha trascurato la famiglia. Ascoltando le parole del maggiordomo, Blake perdona Cristal per il tradimento con Caleb, non dicendosi sorpreso che sia successo visto il suo comportamento. Dopodiché Blake si scusa anche con Fallon, ottenendo una seconda chance per essere al suo fianco nella Fallon Unlimited, promettendole che stavolta seguirà i suoi ordini e la aiuterà a renderla ancora più grande di quanto non sia già. Tolta di mezzo la Bailey, Adam promette a Kirby che capo del personale sarà il primo step della sua scalata verso la presidenza dell'ospedale, affinché Blake e Fallon non siano i soli leader della famiglia. Anders soccorre Cristal, svenuta nel corridoio del La Mirage; la donna minimizza l'episodio, pur ammettendo che non è la prima volta e dando la colpa a un virus. Anders osserva con sguardo preoccupato Cristal barcollare verso la sua stanza.

## La festa di compleanno
- Titolo originale: The Birthday Party
- Diretto da: Kenny Leon
- Scritto da: Sallie Patrick, Josh Schwartz e Stephanie Savage

### Trama
Fallon è sempre seduta davanti alla bara. Adam arriva e prende posto accanto a lei.
Quattro mesi prima. È il compleanno di Adam e Kirby gli ha organizzato una festa a sorpresa al La Mirage. Alexis non accetta la relazione tra Adam e la figlia del maggiordomo, così pianifica un party concomitante a Villa Carrington e per l'occasione invita i membri più influenti del consiglio di amministrazione dell'ospedale. In questo modo Adam si vede costretto a voltare le spalle alla fidanzata per scegliere la festa della madre, non potendo farsi sfuggire l'obiettivo di diventare capo del personale. Blake mette in guardia Fallon dal prestare troppa attenzione a Liam, dovendo dare priorità agli affari. Per evitare che il marito si senta troppo solo, Fallon fa arrivare il suo vecchio collega della scuola di giornalismo Nash Martinez. Fallon si fa convincere da Liam a svagarsi con il karaoke, ma durante la serata Nash ci prova con lei. Blake vuole riconciliarsi con Dominique, spiegandole che non ci sono mai stati diamanti sotto la villa e offrendosi di rilevare i suoi diritti estrattivi. Michael viene scambiato per un volontario ad un catering di beneficenza, ma accetta di recitare la parte perché si è invaghito della coordinatrice dello staff Mia.
Kirby si presenta alla festa di compleanno di Adam, dalla quale Alexis l'aveva bandita, e si dimostra perfettamente capace di stare al fianco di un Carrington. Infatti, Kirby conversa amabilmente con i membri del consiglio di amministrazione che si stava lavorando Adam, oltre a buggerare Alexis con un mai avvenuto avvelenamento del sushi. Nonostante le minacce di Nash di parlare con Liam se non gli si concederà, Fallon sa di poter contare sulla piena fiducia del marito e lo mette al corrente dell'imbroglio ordito dall'amico. Blake sta tramando con Dominique per far credere ad Alexis che i diamanti si trovino nei terreni adiacenti, un'alleanza che punta a far tornare il signor Carrington in pieno possesso della villa. Michael rivela la propria identità a Mia che non si mostra affatto alterata per essersi finto un volontario. Blake e Fallon stanno acquistando un lotto in Scozia per allestire il quartier generale europeo della Fallon Unlimited, ma qualcuno si è messo in mezzo e sta bloccando l'operazione. Alexis telefona a un certo Oliver Noble, un uomo del passato di Kirby, per invitarlo a venire ad Atlanta il prima possibile.

## Un'assurda ed egoistica vendetta
- Titolo originale: Your Sick and Self-Serving Vendetta
- Diretto da: Melanie Mayron
- Scritto da: Richard Alan Shapiro & Esther Shapiro

### Trama
La Scotland Heritage Foundation sta impedendo alla Fallon Unlimited di costruire sul terreno appena acquistato in Scozia per la presenza di reperti storici. Fallon scopre che a guidare la fondazione è il suo vecchio compagno di college Colin McNaughton, anche lui esponente di una ricca dinastia, con il quale ci sono stati trascorsi poco piacevoli. Infatti, Fallon denunciò Colin perché imbrogliava agli esami e adesso lui intende vendicarsi, danneggiando i suoi affari. Blake finge di muovere causa a Dominique per ottenere la metà dei diritti di estrazione, una mossa concordata con lei per spolpare Alexis. Ad un incontro di affari Sam si trova davanti Fletcher che, fresco di divorzio, vorrebbe riprovarci perché sostiene di essere stato follemente innamorato di lui. Michael scopre che la Mia di cui si è invaghito è la stessa vecchia fiamma di Jeff, appena tornato dal suo periodo di allontanamento dalla città e desideroso di riallacciare i rapporti con lei. Visti i sintomi di cui sta soffrendo, Cristal pensa di essere incinta e si sottopone a un test di gravidanza che però dà esito negativo.
Lo studio disperatissimo delle leggi urbanistiche scozzesi non sembra fornire a Fallon un'idea per battere Colin. Spiando la sua agenda nota un incontro sospetto e decide di andarci con Liam, scoprendo che l'ex compagno di college ha una relazione con la segretaria e, se la ricca moglie lo venisse a sapere, cadrebbe certamente in rovina. Blake e Dominique fanno credere ad Alexis che le fondamenta di Villa Carrington non siano solide, inducendola a restituirla a Blake in cambio del ritiro della causa contro Dominique. Sam è tentato dal concedere una nuova possibilità a Fletcher, anche perché in questo periodo Ryan lo sta trascurando. Jeff vuole affrontare con maturità la questione Mia, promettendo a Michael che una donna non potrà mai rovinare la loro amicizia. Lo stesso Michael decide di farsi da parte, lasciando a Jeff e Mia la possibilità di chiarirsi. Cristal si fa visitare da una dottoressa, ancora convinta di essere incinta e che lo stato di gravidanza non è stato rilevato dal test a basso costo acquistato in farmacia.
Nonostante la potente arma a sua disposizione, Fallon sceglie di prevalere su Colin usando l'astuzia, grazie a una norma che le consente di costruire se contribuisce alla valorizzazione storica del territorio scozzese; Fallon ha quindi comprato il vicino castello per finanziare rievocazioni storiche. Sam finisce a letto con Fletcher, sentendosi in colpa per aver tradito Ryan. Michael regala a Mia un quadro appartenuto a suo padre della stessa associazione da lui finanziata e al cui catering si sono conosciuti. Con questo gesto Michael pensava di sopire ogni possibile tentazione sentimentale di Mia, ma la ragazza lo bacia perché vuole tenere i piedi in due scarpe. Ottenuto l'agognato incarico di direttore del personale dell'ospedale, Adam incontra Cristal in lacrime perché ha appena saputo di avere un tumore al cervello. Ora che Alexis è pronta a sloggiare da Villa Carrington, Blake la informa dell'inganno di cui è stata vittima sua e di Dominique. Infuriata, Alexis si precipita nella miniera in cui Dominique sta seppellendo una fotografia del padre. Le due donne cominciano a picchiarsi, provocando uno smottamento che blocca l'ingresso della miniera, intrappolando entrambe.

## Pari giustizia per i ricchi
- Titolo originale: Equal Justice for the Rich
- Diretto da: Melanie Mayron
- Scritto da: Sallie Patrick, Josh Schwartz e Stephanie Savage

### Trama
Mentre Blake riprende possesso di Villa Carrington, Alexis e Dominique sono bloccate nella miniera ormai da ventiquattro ore. Fallon ha deciso di quotare la Fallon Unlimited in Borsa, una mossa spregiudicata per saldare i debiti contratti con la ristrutturazione del castello. Liam conosce Corinne Simon, la funzionaria incaricata di revisionare i fascicoli delle aziende candidate alla quotazione, essendo un'amica dei Van Kirk. Fallon la invita a cena nel tentativo di accelerare la pratica, ma Corinne afferma di avere l'agenda piena in questo periodo. Liam si incupisce quando Corinne menziona l'incidente di una petroliera dei Van Kirk avvenuto al suo diciottesimo compleanno. Scartabellando tra i documenti, Blake trova una carta che dimostra il coinvolgimento di Adam nell'esplosione alla raffineria dell'Atlantic e Anders tenta di giustificarlo, asserendo che ai tempi era in guerra con lui. Adam prende in cura Cristal, sottoponendola a una risonanza per accertare la forma del tumore. Michael e Jeff iniziano a farsi la guerra durante i reciproci appuntamenti con Mia. Kirby riceve la visita di Oliver, il suo ex fidanzato australiano, finendo per posare per lui come modella.
Corinne avverte Fallon di aver saputo che Liam sta indagando sul suo conto, motivo per cui non approverà la pratica della Fallon Unlimited. Fallon invita Liam ad agire per il bene comune della famiglia, ma Liam è determinato a fare luce su una vicenda importante per i Van Kirk, dato che un socio del padre è in carcere da anni per insider trading. La risonanza non è affatto confortante per Cristal. Il tumore è una forma maligna al quarto stadio non operabile, con Adam che la invita a dirlo a Blake. Nella miniera Alexis e Dominique, con l'ossigeno che si sta sempre più riducendo, scendono a patti con il fatto di aver tradito i rispettivi figli per seguire le proprie ambizioni. Quando scopre che Michael e Jeff si sono accaparrati i premi di un'asta benefica, Mia valuta opportuno uscire da un triangolo che rischia di rovinare la loro amicizia. Sia Michael che Jeff si rendono conto di non sentire le loro madri da diverso tempo. Kirby continua a posare per Oliver, convinta di aver finalmente trovato la sua strada lavorativa. Nonostante all'apparenza si sia ripulito, Oliver continua a sniffare droga di tanto in tanto e Kirby si lascia coinvolgere.
Fallon decide di sostenere Liam, presentando la pratica per la quotazione della Fallon Unlimited ad un altro ufficio, così da consentirgli di compiere le sue mosse contro Corinne. Costei confessa a Liam che suo padre non è affatto morto in un incidente, ma è stato ucciso da qualcuno legato a quel giro di insider trading in cui era coinvolto. Prima di essere liberate dalla loro trappola, Alexis aveva rivelato a Dominique l'esistenza di una figlia segreta, avuta quando era in corso di separazione da Blake e che credeva fosse frutto di una relazione clandestina con l'istruttore di yoga, partorita in Europa e fatta adottare dalla cugina. Ora Alexis teme che Dominique possa usare questo segreto per ricattarla. Blake rinuncia a ogni proposito di vendetta nei confronti di Adam, riconoscendo di non essersi comportato bene nemmeno lui quando meditò di abbandonarlo in Moldavia. Non volendo guastare la serenità del marito, Cristal rinvia la rivelazione della sua malattia. Per Liam è venuto il momento di scoprire la verità dietro alla morte del padre, annegato in un lago in stato di ubriachezza, lasciando a Fallon un itinerario completo del viaggio che si appresta a compiere.

## Odio rovinare i tuoi ricordi
- Titolo originale: I Hate to Spoil Your Memories
- Diretto da: Ayoka Chenzira
- Scritto da: Richard Alan Shapiro e Esther Shapiro

### Trama
Al funerale dietro a Fallon ed Adam si siede Sam.
Tre mesi prima. Fallon vuole Jeff nel consiglio di amministrazione della Fallon Unlimited, ritenendolo una delle poche persone di cui può fidarsi. Jeff declina l'offerta e si accorge di un attacco informatico in corso all'azienda della cugina, consigliandole di rivolgersi all'FBI, cosa che Fallon non vuole fare prima del lancio in Borsa. A caccia della talpa, Fallon indirizza i propri sospetti su Amir, l'assistente assunto da poco che le telecamere immortalano nell'ufficio del capo a tarda ora. Cristal si sta dando alla pazza gioia con Blake, volendo godere di ogni momento che le resta. Kirby sta ricominciando a drogarsi con frequenza e Anders disapprova la presenza di Oliver attorno alla figlia, così come Adam che non gradisce le particolari attenzioni rivolte dal fotografo alla fidanzata. Sam è chiamato a una scelta tra Ryan e Fletcher, sentendosi in colpa nei confronti del primo e temendo che voltare le spalle al secondo faccia saltare l'espansione con il Team Infinity. Sam coinvolge Michael nella chiusura delle trattative con il Team Infinity e la firma dell'accordo avverrà dopo aver festeggiato in un locale, con Michael preoccupato che Sam e Fletcher combinino ancora qualcosa.
Jeff appura che il responsabile dell'hackeraggio non è Amir, ma qualcuno di notevolmente più organizzato. Adam si accorge che Kirby sta facendo uso di droghe e la invita a stare lontana da Oliver, sentendosi rispondere che è invidioso della sua nascente carriera di modella. Anders ordina a Oliver di allontanarsi da Atlanta, avendo spiato il suo conto di banca e capito che è Alexis a finanziare la sua permanenza in città. Fletcher e il suo capo hanno affittato un ballerino privato per allietare Sam, senza sapere che il prescelto sarebbe stato Ryan. Ciò fa emergere quanto accaduto tra Sam e Fletcher. Ryan perdona Sam, ammettendo di aver sbagliato anche lui a trascurarlo, ma sostiene che devono lasciarsi perché questo non è il momento giusto per stare insieme. Michael propone a Sam di mettersi in affari e rilevare il Club Colby. Blake e Cristal rinnovano i voti nuziali a Villa Carrington. La donna ha deciso di sottoporsi all'intervento per ridurre la massa tumorale, dato che le terapie non stanno funzionando. Jeff assicura a Fallon di aver risolto il problema degli attacchi hacker, anche se non ha potuto individuare i responsabili che sono legati alle indagini di Liam sul padre.

## Un forum pubblico per le sue menzogne
- Titolo originale: A Public Forum for Her Lies
- Diretto da: Jaime Eliezer Karas
- Scritto da: Richard Alan Shapiro e Esther Shapiro

### Trama
Fallon si affida all'esperta Jillian Van Horn per il lancio della Fallon Unlimited in Borsa, però la licenzia quando scopre che ha copiato lo stesso concept usato per un'altra azienda. Fallon deve quindi industriarsi per ideare una strategia di lancio in autonomia, mentre Blake sarebbe dell'idea di ricorrere ai metodi spicci dei Carrington. Adam ha scovato una terapia sperimentale che potrebbe curare il tumore di Cristal, accettando di somministrargliela direttamente a Villa Carrington senza doverla far trasferire in un'altra città. Anders minaccia Alexis di consegnare alla polizia la registrazione in cui Adam ammette l'omicidio di Teresa se non si adopererà per allontanare Oliver da Kirby. Sam e Michael stanno progettando un accesso diretto tra La Mirage e Club Colby, benché sia necessario ottenere i permessi per ristrutturare l'albergo. A Michael non piace Leo Abbott, l'architetto di grido ingaggiato da Sam per sovrintendere al progetto. Dominique si sta lanciando nel mondo della moda e punta ad avere uno spazio in una sfilata come stilista emergente, ma il posto è assegnato a una giovane con un importante seguito sui social.
Fallon e Blake vogliono avere come investitore il ricchissimo Warren Trask, del cui denaro hanno assoluto bisogno per una solida offerta di lancio. Imbucarsi alla festa della figlia sedicenne Candy non porta risultati, poiché emerge che Warren è restio a investire su una giovane donna come Fallon. Quest'ultima cerca disperatamente di conquistare Candy con un'esibizione canora, puntando sul fatto che la ragazza è molto seguita sui social. Adam sorprende Oliver intento a palpeggiare Kirby, cosa peraltro già accaduta su un set fotografico, accusandolo di aver manomesso l'attrezzatura appositamente per far saltare lo shooting e poter stare solo con lei, ignorando che la responsabile di ciò è Alexis. Adam è furibondo con Alexis, avendo saputo da Oliver che è stata lei a chiamarlo ad Atlanta. In compenso, Adam riesce a ottenere i fondi per il trattamento sperimentale di Cristal, per il quale inizialmente non c'erano speranze. Sam si scusa con Michael per aver assunto Leo senza consultarlo, promettendogli che d'ora in avanti sarà un socio affidabile e ogni decisione verrà condivisa da entrambi.
L'iniziativa di Fallon ha avuto successo, essendo stata postata sui social da Candy e arrivata a celebrità disponibili a finanziare la sua offerta di lancio. In tutto questo Fallon ha maturato la decisione di licenziare Blake, essendosi resa conto che il padre appartiene alla vecchia scuola e difficilmente riusciranno a conciliare le rispettive visioni sugli affari. Blake accetta di buon grado la scelta della figlia, anche perché gli ha lasciato la guida dell'appena acquistata compagnia aerea privata Primetime Private Air (PPA). Adam non ha detto a Cristal di aver ottenuto i fondi per la sua terapia minacciando una collega del consiglio d'amministrazione. Sam non può revocare l'incarico a Leo perché costui lo ha minacciato di vendicarsi, forte del suo peso sul consiglio comunale per l'approvazione dei lavori. Anders impone a Kirby di non vedere più Oliver, ricordandole le cose spiacevoli combinate quando stava con lui in Australia, e la sbatte fuori da Villa Carrington finché non rinsavirà. Alexis da par suo toglie i fondi a Oliver, costringendolo a sbaraccare dal La Mirage. I due ragazzi sono comunque determinati a prendere la loro strada.

## Tutto tranne la realtà
- Titolo originale: Everything but Facing Reality
- Diretto da: Brandi Bradburn
- Scritto da: Richard Alan Shapiro e Esther Shapiro

### Trama
Blake ha grandi progetti in serbo per la PPA, vantando di aver sempre avuto una grande passione per gli aerei, pur non essendo pilota certificato. Cristal ha iniziato la terapia e Adam la avverte che presto sarà molto difficile riuscire a nascondere gli effetti collaterali a Blake. Sam non ha il coraggio di dire a Michael che non ha scaricato Leo, nonostante il socio abbia già fissato colloqui con nuovi potenziali costruttori. Liam torna in anticipo dal suo viaggio, sostenendo di aver scoperto che il giro di insider trading sarebbe ancora attivo e farebbe capo al senatore Bill North. Ad avvalorare questa tesi è il versamento effettuato dal senatore al gangster Sabino due giorni dopo il ritrovamento del cadavere del padre di Liam. Fallon chiede a Sam di finanziare la campagna elettorale di North, affinché venga invitato a un evento elettorale e Liam possa andarci al posto suo. Siccome a Sam viene tempestivamente chiesto di presentarsi con un documento d'identità, Fallon ha il chiaro sentore che qualcuno stia spiando le loro mosse. Dominique ha preso in affitto un locale del La Mirage per allestire la sua collezione, speranzosa di riuscire a entrare nel mondo della moda.
Avuta conferma da Jeff dell'avvenuta intrusione, Fallon e Liam ricevono una chiavetta da inserire nel computer del senatore per scaricarne tutti i dati. I due si imbucano all'evento elettorale travestiti da camerieri, venendo scoperti dallo staff del senatore che nega ogni accusa e sostiene quanto lui e il padre di Liam fossero amici, ed è proprio in virtù di questa amicizia che lascerà correre e non sporgerà denuncia. La rete di bugie di Cristal rischia di sfaldarsi, con Blake preoccupato che la moglie lo stia tradendo di nuovo. Interrogato dal padre, Adam gli lascia guardare la cartella clinica di Cristal da cui scopre del tumore. Quando affronta la questione con lei, Cristal si indispone. Messo al corrente da Sam delle minacce ricevute, Michael organizza un incontro con Leo. Dominique non si arrende ai sabotaggi di Alexis e ottiene l'attenzione di una buyer molto importante, peraltro amica della sua rivale. Nonostante abbia ricevuto un'offerta ragguardevole, Dominique la rifiuta perché sua madre Lo disegnava vestiti per tutte le tasche ed è esattamente quello che intende fare ora lei, anziché riservarli a una clientela elitaria.
Anders conosce le ragioni per cui Blake non ha preso il brevetto, poiché durante un volo ebbe un incidente in cui perse la vita Daisy, la sua fidanzata dell'epoca. Adam informa Cristal che i primi risultati della terapia evidenziano una lenta riduzione del tumore, dopodiché la donna e Blake si chiariscono e sono pronti a combattere insieme questa battaglia. Michael pensa di sistemare facilmente Leo, avendo avuto a che fare con parecchi malavitosi quando lavorava per Ada Stone, però il costruttore conosce niente meno che il capo della polizia e anche Culhane è costretto a capitolare. Liam non intende darsi per vinto e si arrabbia con Fallon perché non gli sta dando supporto, mentre a parti invertite lui l'ha sostenuta in ogni sua impresa folle. Dominique avverte Alexis che, se tenterà ancora di ostacolarla, dirà a Fallon della sorella segreta. Alexis replica con un'altra confessione emersa in miniera, vale a dire che Dominique è ancora sposata. Dopo aver trascorso la serata a bere, Cristal ha uno svenimento. Mentre sta girando solo di notte, Liam è rapito da due uomini.

## Vai a salvare qualcun altro
- Titolo originale: Go Rescue Someone Else
- Diretto da: Heather Tom
- Scritto da: Richard Alan Shapiro e Esther Shapiro

### Trama
La bara viene calata sotto terra e Fallon lancia un fiore bianco.
Tre giorni prima. Il rapimento di Liam è stato ordinato da Katy Lofflan, capo dello staff di North, che precisa come il senatore non c'entri assolutamente nulla con il giro di insider trading, la cui regista è lei. Liam è obbligato a chiamare Fallon per chiederle di portargli il portatile e, usando un loro linguaggio in codice, riesce a farle capire di essere stato rapito. Lo svenimento di Cristal è dovuto al tumore che sta premendo sul cervello, ma prima di operare bisogna aspettare un'ulteriore riduzione della massa. Adam viene trattato in malo modo da Blake che, adirato per avergli tenuta nascosta la malattia di Cristal, lo riterrà personalmente responsabile se dovesse capitare qualcosa alla moglie. Le cose per Sam e Michael rischiano di volgere al peggio quando Leo, rifiutato un generoso assegno di buonuscita, prospetta di trasformare il La Mirage in un hub di riciclaggio. Come se non bastasse, in albergo si presenta un funzionario dell'ufficio imposte che, a seguito della segnalazione anonima di un ex dipendente, vuole visionare i registri contabili. Jeff è smanioso di comprare l'azienda di Nolan Jamison per mettere le mani su una tecnologia particolarmente innovativa.
Grazie al prezioso aiuto di Anders, Fallon riesce a rintracciare il luogo in cui è tenuto segregato Liam, finendo però in trappola anche lei. Anders consegna a Katy un finto portatile che, non appena aperto, esplode e consente loro di fuggire, nel mentre sopraggiunge la polizia. Fallon ringrazia Anders, rimasto ferito alle costole durante l'esplosione, per esserci sempre stato quando ha avuto bisogno e lo sprona a perdonare Kirby. Blake si precipita con il jet a prelevare Wanda Scott, il miglior chirurgo neurologico su piazza, ma lungo il volo di ritorno c'è una tempesta e il pilota sviene, costringendo Blake a prendere i comandi ed effettuare un atterraggio di emergenza. La dottoressa Scott arriva nel momento in cui Adam, costretto ad accelerare i tempi visto che Cristal ha perso i sensi, sta iniziando a operare e vuole che sia il suo assistente. Cristal supera positivamente l'intervento, concluso con la completa asportazione del tumore. Jeff sfrutta Alexis per mettere le mani sulla tecnologia di un combustibile congelante che sta sviluppando Jamison. Leo ha scoperto che il delatore all'ufficio imposte è Michael, desideroso di far emergere qualcosa da usare contro di lui.
Anders decide di recarsi in ospedale per far visita a Cristal. Sulla strada il bouquet di fiori cade dal sedile e, nel tentativo di rimetterlo a posto, Anders ha una fitta lancinante per la ferita alle costole e perde il controllo della macchina, finendo sull'altra corsia. Per evitare un frontale con la macchina in senso opposto, Anders esce di strada e va a sbattere contro un palo della luce, morendo sul colpo. Al funerale tutti i Carrington sono affranti dalla scomparsa di una persona solerte e sempre disponibile che è stata fonte di ispirazione per ognuno di loro. Blake si scusa con Adam per quanto gli ha detto in ospedale, promettendogli che il loro rapporto non verrà mai meno. A parte Cristal convalescente in ospedale, l'unica assente al funerale è Kirby, di cui si sono perse le tracce e che quindi non sa della morte del padre. Al termine della cerimonia, Oliver telefona ad Alexis per avvertirla che Kirby è messa male, addossandole l'onere di risolvere il caos creato da lei stessa. Fallon e Sam si precipitano al motel in cui Kirby alloggiava con Oliver, nel frattempo sparito, trovando la ragazza svenuta per un'overdose.

## Ma la terapia non mi serve
- Titolo originale: But I Don't Need Therapy
- Diretto da: Brandi Bradburn
- Scritto da: Richard Alan Shapiro e Esther Shapiro

### Trama
Dopo due settimane di ricovero Kirby è dimessa dall'ospedale; Fallon e Sam, che hanno lungamente tergiversato, devono infine darle la notizia della morte di suo padre. Kirby non manifesta alcun dispiacere, chiedendo addirittura a Fallon di procurarle un ingaggio come modella per il gala del Designer Institute. Dapprima contraria a cedere alle condizioni di Paloma Benioff, la presidentessa dell'istituto, Fallon si vede costretta ad accontentare Kirby quando la ragazza paventa di rivolgersi agli amici di Oliver. Adam riceve un'ammonizione formale dal presidente del consiglio di amministrazione dell'ospedale, cui è giunta voce delle minacce che ha rivolto alla collega, addebitandogli anche l'aver eseguito l'intervento chirurgico su Cristal senza essere un neurochirurgo. Blake vuole costruire un aeroporto come base operativa della PPA, affrontando la sua prima trattativa senza il fidato Anders al proprio fianco. Sam e Michael sono sconcertati nel ricevere una scatola contenente droga, temendo che Leo abbia iniziato le attività di riciclaggio al La Mirage. Jeff e Jamison si contendono il geniale scienziato Korosh Pat.
Appena prima di salire in passerella, Fallon scopre la ragione per cui Kirby è così su di giri, avendo bevuto vodka a volontà. Cessato l'effetto placebo dell'alcol, Kirby deve fare i conti con il lutto fin lì accantonato; Sam però sostiene che invece è Fallon a non aver elaborato la morte di Anders, buttandosi anima e corpo sulla stimolazione di una Kirby non ancora pronta ad affrontare la vita mondana. Blake formula un'offerta generosa per il terreno di Garth Wheeler su cui dovrà sorgere l'aeroporto, non volendo prendere in considerazione altre soluzioni. Ringraziando Adam per aver salvato Cristal, Blake vorrebbe che lasciasse l'ospedale per seguirlo nella nuova avventura della PPA e provare a costruire insieme qualcosa di importante. Tuttavia, Adam rifiuta perché sta cercando di mettere le mani sulla promettente ricerca di un dottore riguardo un farmaco che potrebbe rivoluzionare la medicina. Michael e Sam si dannano l'anima per sbarazzarsi della droga, impauriti dalle conseguenze se dovessero essere scoperti. Jeff perde una sfida di scherma contro Jemison, lasciandogli campo libero per ingaggiare Pat. Dominique sfrutta la vetrina del gala di Paloma per pubblicizzare il suo marchio Dom-Mystique.
Commossa per aver trovato un biglietto di Anders in cui l'uomo si diceva fiero di lei, Fallon accompagna Kirby a visitare la tomba del padre. Anders appare a Kirby, spronandola a vivere la vita che desidera, ora che non potrà più rimproverarla. Kirby intende accogliere questo suggerimento, ma prima deve disintossicarsi. Blake riceve la notizia che Garth Wheeler è stato incriminato, quindi il tanto agognato terreno è sotto sequestro. Adam ottiene il licenziamento del medico e il controllo della sua ricerca. Sam e Michael scoprono che la temuta droga era in realtà farina, uno scherzo orchestrato da Leo per rimarcare quanto li abbia in pugno. Jeff rivela a Dominique che sta lavorando alla costruzione di un razzo da mandare nello spazio a reperire risorse per la sopravvivenza del pianeta, avendo avuto un'epifania ambientalista durante il periodo di distacco dalla città. Sognando di diventare il primo afroamericano a possedere un'agenzia aerospaziale, Jeff vuole chiedere fondi al Congresso, altrimenti cercherà di autofinanziarsi.

## Vive in un attico modello
- Titolo originale: She Lives in a Showplace Penthouse
- Diretto da: Heather Tom
- Scritto da: Richard Alan Shapiro e Esther Shapiro

### Trama
Fallon si appresta a sbarcare nel mercato dello shopping da casa con la Fallon Shopping Network (FSN) e per riuscirci ha bisogno del supporto di Claudette Kingsley, la numero uno in questo settore. Per soddisfare le esigenze di Claudette, Fallon deve acquistare un super esclusivo attico da adibire a quartier generale della FSN. Sullo stesso attico però ha messo gli occhi anche Alexis, desiderosa di farne la sua nuova casa, che ha presentato un'offerta parallela a quella dalla figlia. Blake si scontra con il senatore North, diventato proprietario del terreno che gli interessa per conto dello Stato della Georgia, intenzionato a destinarlo a parco protetto. Quando Leo annuncia che vuole trasferirsi stabilmente al La Mirage, Sam e Michael decidono che è venuto il momento di metterlo temporaneamente fuori gioco, così da avere il tempo di installare telecamere nascoste nella suite in cui soggiornerà. Dominique desidera regalare a Cristal un abito da farle indossare a un gala, ma la signora Carrington afferma di essere abituata a indossare vestiti sgargianti e non quelli morigerati di Dom-Mystique.
Eva, l'assistente di Claudette, arriva ad Atlanta per sovrintendere all'acquisto dell'attico. Purtroppo per Fallon, Alexis si rivela essere un osso duro, costringendola a bandirla dal suo centro massaggi per portare l'agente immobiliare dalla propria parte e ottenere l'attico. Anders appare a Blake per esortarlo a combattere, avvertendolo che adesso tocca a lui eseguire quel lavoro di indagine precedentemente svolto dal maggiordomo. Blake provoca North, rivendicando che riuscirà a mettere le mani sul terreno per costruirci l'aeroporto da intitolare alla memoria di Anders, e minaccia il senatore di rivelare l'esistenza di un suo figlio segreto in Costa Rica. Sam e Michael chiedono consiglio ad Adam sulle principali cause di ricovero dei manovali, optando per cagionare a Leo una folgorazione elettrica. Riusciti nell'impresa, in ospedale scoprono che Leo era portatore di un peacemaker e dovrà sottoporsi a un intervento per sostituirlo. Dominique lavora duramente per realizzare un vestito che soddisfi i gusti di Cristal, ma nemmeno la nuova proposta è di suo gradimento perché è stanca di essere commiserata.
Fallon si tira indietro dall'acquisto dell'attico, lasciandolo ad Alexis perché ha capito che la madre lo vuole per essere vicina ai figli. Fallon ha deciso di gestire la FSN da sola, quindi non ha più bisogno della partnership con Claudette, alla quale sfila l'assistente Eva che adesso lavorerà per lei. Liam inizia a manifestare disagio per essere trascurato da Fallon, la quale non ha avuto il tempo di leggere il suo articolo pubblicato dal The New York. Leo ha un arresto cardiaco appena prima di finire sotto i ferri e Adam, per essere utile a Sam e Michael, lo lascia morire senza attuare alcuna procedura medica. Mentre Sam si sente terribilmente in colpa per aver indirettamente causato la morte di Leo, Michael è invece contento di averlo tolto di mezzo, anche perché li aveva minacciati di regolare i conti con loro una volta uscito dall'ospedale. Dominique convince Cristal a non andare al gala, dove tutti l'avrebbero trattata da miracolata. Il senatore North si è dimesso e Blake, stufo di dover corrompere per ottenere ciò che vuole, intende candidarsi per prendere il suo posto come senatore della Georgia. Entusiasta per la novità, Cristal promette al marito tutto il suo sostegno.

## Arrivano gli inglesi
- Titolo originale: The British Are Coming
- Diretto da: Grant Show
- Scritto da: Richard Alan Shapiro e Esther Shapiro

### Trama
Blake è pronto ad annunciare la propria candidatura per il Senato e vorrebbe al proprio fianco la famiglia unita. Tuttavia, a causa delle festività è necessario raccogliere le 36.000 firme necessarie per poter presentare la candidatura entro l'indomani. Blake vuole che sia Cristal a guidare la sua campagna elettorale, affinché la moglie torni operativa in un ruolo in cui possa mostrare le proprie capacità. Fallon è preoccupata perché la FSN non sta sfondando come si aspettava, oltre al fatto che la rivale HST ha Dominique come stilista emergente. Fallon fa saltare l'accordo tra la zia e HST, in modo tale da poterla accogliere alla FSN. Alexis desidera riconciliarsi con Adam, ma questi non vuole sentire ragioni dopo che ha quasi ucciso Kirby. Vinta un'iniziale ritrosia, Adam accetta di tornare ad avere rapporti con la madre, a condizione che non gli menta mai più. Sam è tormentato da quanto accaduto a Leo e non riesce a concentrarsi sugli affari, così vuole trascorrere un campeggio nel bosco per ritrovare serenità e Michael lo accompagna. Ad Atlanta arriva Amanda, la figlia segreta di Alexis, che ha scoperto la verità e vuole conoscere meglio la sua famiglia.
Non soltanto Dominique non ha accettato di approdare alla FSN, ma intende annunciare al lancio della candidatura di Blake la firma di Dom-Mystique con cinque importanti editor della moda. Liam ci resta male, poiché Fallon diserterà la sua cerimonia di premiazione a giornalista dell'anno. Alexis vìola la promessa fatta ad Adam, presentandogli Amanda come sua cugina. La ragazza pretende di partecipare all'evento di Blake, occasione propizia per incontrare Fallon e tutti gli altri Carrington. Eva raggiunge Liam alla premiazione, definendosi una sua fan e consegnandogli un portafortuna di Ernest Hemingway. Dominique si dice lusingata dell'interessamento di Fallon, accettando la sua proposta in nome della famiglia e rinviando l'annuncio ufficiale a un momento successivo, essendo questa la serata di Blake. Cristal si presenta all'ufficio elettorale con quattro minuti di ritardo, costringendo il funzionario ad accogliere anche la candidatura di Blake. Anche Alexis si presenta alla villa, volendo anticipare Amanda prima che si presenti ufficialmente ad Adam. Michael è tormentato dalla visione di Anders che vuole farlo confrontare con la morte di Leo, come sta facendo Sam.
Blake annuncia la candidatura a senatore. Nello stesso momento Adam alza la voce quando Alexis, preoccupata che Amanda avesse parlato, rivela chi sia davvero la ragazza appena arrivata da Londra. A fine serata Blake è comunque contento dell'operato di Cristal, benché la moglie puntualizzi di non voler ricoprire alcun incarico politico ed essere solamente la consorte del futuro senatore. Michael ammette con Sam che anche lui è afflitto per la sorte di Leo, concordando di voltare pagina insieme. Amanda dice ad Alexis di aver capito per quale motivo le abbia tenuto nascosta la famiglia così a lungo, proponendole di ricominciare da zero. Alexis vorrebbe donare ad Amanda un anello della famiglia Morell, precedentemente rifiutato da Adam quando hanno discusso. Contro ogni pronostico Liam ha vinto il premio di giornalista dell'anno e Fallon, per scusarsi della sua assenza, gli regala una stilografica dorata. Prima di raggiungere la moglie a letto, Liam tira fuori dalla tasca il portafortuna di Eva, segno che la serata trascorsa con l'assistente della moglie non lo ha affatto lasciato indifferente.

## Le stelle ti rallegrano
- Titolo originale: Stars Make You Smile
- Diretto da: Michael A. Allowitz
- Scritto da: Jason Ganzel

### Trama
Colin McNaughton sta tentando una scalata ostile alla Fallon Unlimited per vendicare la vecchia questione del terreno in Scozia. Fallon replica con una difesa Pac-Man per insinuarsi a sua volta nella società di Colin, ignorando che l'obiettivo del rivale era proprio quello di esporla in modo da prenderne il posto alla guida della Fallon Unlimited. Blake trova la vecchia agenda di Anders del 1996, anno in cui è nata Amanda, perché cerca prove che sia sua figlia, avendo notato che starnutisce al suo stesso modo. Dato che Alexis si ostina a dire che Amanda è figlia dell'istruttore di yoga, Blake chiede l'aiuto di Adam per prelevare il suo DNA, ma Alexis glielo impedisce. Kirby torna dal periodo di disintossicazione, però nessuno la accoglie con entusiasmo e anche i rapporti con Adam si sono parecchio raffreddati. In vista dell'inaugurazione del loro club, Michael propone a Sam di ingaggiare il celebre podcaster Andre e fargli intervistare Jeff, fresco di incontro al Congresso per ottenere i finanziamenti da destinare alla sua ColbyCo Space. L'intervista di prova tra Jeff e Andre non va per il verso giusto, con Jeff infastidito dalle domande scomode del podcaster.
Fallon deve giustificare la sua mossa con i consiglieri di amministrazione, impedendo loro di cedere alla corte di Colin. Quest'ultimo è del parere di avere in mano le carte migliori e gioca a stuzzicare Fallon sulla gelosia che prova per lui sin dai tempi dell'università. L'impresa di salvare la Fallon Unlimited genera l'ennesimo screzio con Liam, il quale aveva organizzato una romantica cena all'aperto che si sovrappone alla seduta decisiva del consiglio di amministrazione. Colin ottiene un solo voto a favore della sfiducia di Fallon, sostenuta dal resto del consiglio a cui ha promesso di non compiere ulteriori acquisizioni. Adam spiega a Kirby che è rimasto troppo scosso dal suo comportamento con Oliver per darle ancora fiducia, escludendo di concederle una nuova possibilità. Adam è riuscito a procurarsi un campione del DNA di Amanda, passandolo a Blake. Accusato da Michael di pensare soltanto a sé stesso, Jeff aggiusta le cose con Andre e spiega all'amico che in realtà il viaggio a Washington è stato un fallimento, di cui non ha avuto il coraggio di parlare per orgoglio.
Fallon concede a Colin l'onore delle armi, chiedendogli di restare come consulente della Fallon Unlimited. Essendo ormai saltata la cena con Liam, Fallon esce a bere qualcosa con Colin e Liam ne viene informato da Eva. Quando Fallon torna a casa, prova a mettersi in contatto con Liam che non risponde perché ha accompagnato Eva a guardare le stelle. Blake ha fatto analizzare il DNA, ricavando la prova che Amanda è sua figlia. La ragazza è indignata dal comportamento di Blake e Alexis, stabilendo che sarà lei a decidere la tipologia di rapporto da avere con entrambi. Alexis avverte Blake che non gli permetterà di portarle via un'altra figlia e il signor Carrington replica che includerà Amanda nella sua dinastia. Kirby inizia a far pace con Sam, l'unica persona che l'ha veramente sostenuta nel suo percorso di rinascita. Michael informa Jeff che la Carrington Atlantic utilizzava piattaforme petrolifere abbandonate come base di lancio per i satelliti, quindi devono sostenere il rivale di Blake nella corsa al Senato per avvantaggiare la ColbyCo Space bypassando Washington.

## Un buon matrimonio in tutti i sensi
- Titolo originale: A Good Marriage in Every Sense
- Diretto da: Elizabeth Gillies
- Scritto da: Bryce Schramm

### Trama
Fallon non gradisce il possibile ingresso in famiglia di Amanda e scava nel suo passato alla ricerca di prove che dimostrino la sua disonestà. Siccome ha saputo che Amanda è stata licenziata da un noto studio legale inglese, Fallon sguinzaglia Colin per approfondire questo episodio. La nuova crociata distrae ulteriormente Fallon dal suo matrimonio con Liam, avvicinandolo sempre di più ad Eva, con cui scopre di avere in comune la passione per l'arrampicata. Dato dai sondaggi in svantaggio di dieci punti rispetto al rivale Cavendish, Blake mira a conquistare consensi tra gli afroamericani, convinto di aver sempre agito per il bene di questo segmento di elettorato. Beto arriva ad Atlanta perché il padre è tenuto sotto controllo dai federali e vorrebbe che Cristal lo aiutasse a sbatterlo in galera, sottraendosi finalmente all'ingombrante genitore. Anders ha lasciato una chiavetta usb a Kirby, da consultare dopo la sua morte, in cui le fornisce l'indirizzo di una certa Victoria per un incontro destinato a cambiarle la vita. Jeff ha chiuso un accordo con Cavendish per ottenere, in caso di sua vittoria contro Blake, una legge che autorizzi i lanci di razzi dalle coste della Georgia.
Quando ha il sentore che Fallon sta indagando sul suo conto, Amanda decide di trattenersi ad Atlanta, visto che tanto non ha una vita a Londra a cui tornare. Fallon si vede costretta ad allearsi con Adam, facendogli capire che dietro Amanda c'è Alexis e, una volta caduto Blake, anche lui farà la stessa fine. Sfruttando la claustrofobia di Amanda, Adam le fa vivere un'esperienza stressante chiusa in un van e, nel frattempo, Colin ha scoperto che la ragazza è stata destinataria di un'ordinanza restrittiva. Il primo incontro di Blake con la comunità afroamericana non va per il verso giusto, nonostante Dominique sia amica del reverendo Watson e tenti di favorire un avvicinamento tra le parti. Dopo lunghe riflessioni Cristal ha deciso di informare il padre del mandato di arresto che pende su di lui. Ascoltata la conversazione tra la sorella e Sam, Beto va a letto con quest'ultimo per sottrargli le prove dei crimini paterni che Cristal aveva affidato all'amico. Victoria è l'esecutrice testamentaria di Anders e consegna a Kirby una nuova chiavetta con modifiche al testamento apportate dal padre una settimana prima della sua morte.
Fallon sbatte in faccia ad Amanda una sua relazione con la giudice per cui lavorava, da lei stalkerata fino ad arrivare all'ordinanza restrittiva. Amanda non nega, ribattendo che lei ammette i suoi errori e piuttosto dovrebbe essere Fallon a preoccuparsi della crisi in atto nel suo matrimonio. La frattura con Liam è però più profonda del previsto, essendo il marito stanco di uno schema che si ripete all'infinito delle continue urgenze che Fallon gli antepone. Cristal ha saputo che il padre ha disposto di metterla a capo dell'impero di famiglia nel caso in cui fosse finito in prigione. Beto è furioso e accusa la sorella di averlo ingannato per il proprio tornaconto. Anders ha lasciato a Kirby un manoscritto contenente tutti i segreti della famiglia Carrington. Dominique è artefice di un accordo tra Blake, Jeff e Michael, portando al signor Carrington il loro endorsement in cambio della legge sui lanci di razzi cara a Jeff. Se Fallon sembra aver deposto l'ascia di guerra contro Amanda, Adam non fa altrettanto, poiché la sorella acquisita gli ha apertamente detto che lo scalzerà dalle grazie di Blake.

## Tutto è meraviglioso, Joseph
- Titolo originale: Everything Looks Wonderful, Joseph
- Diretto da: Brandon Lott
- Scritto da: Libby Wells

### Trama
Cristal viene informata da un suo amico giornalista all'Atlanta Journal che scriverà un articolo in cui Adam è collegato alla morte di Leo. I Carrington decidono di giocare d'anticipo, prevenendo possibili effetti collaterali della storia prima che venga pubblicata. Blake assume Amanda in prova alla PPA, affidandole subito un contratto urgente per testare se ha la stoffa dei Carrington. Alexis è convinta che insieme non dureranno, anche perché Amanda si renderà conto con che uomo ha a che fare. Da quando sono entrati in crisi, Fallon e Liam stanno dormendo separati e l'uomo non tornerà sui propri passi finché non percepirà dalla moglie chiari segnali di cambiamento. Avendo notato che Amanda è molto abile nel tenere distinte vita lavorativa e privata, Fallon prende esempio da lei e si lascia convincere a sballarsi con la cannabis. Venuto a sapere direttamente da Blake che Amanda lavora con lui, Adam si adopera per manomettere il contratto su cui la sorella stava lavorando e infrangere la loro armonia. Dominique riceve la visita in atelier di Brady Lloyd, presentandolo a Jeff come il suo ex marito, con cui è stata sposata un anno dopo il divorzio da Cecil.
Avendo esagerato con la cannabis, Fallon sogna la venuta di Anders vestito da angelo che le mostra come sarebbe stata la vita dei Carrington se lei non avesse avuto un carattere così ambizioso. In questa realtà parallela Blake e Alexis sono ancora sposati, Fallon e Adam vanno d'amore e d'accordo, Amanda e Jeff sono pienamente coinvolti nella Carrington Atlantic e Fallon avrebbe conosciuto Liam a una partita di tennis. Quando Fallon si auto-convince che il suo carattere è stato deleterio, Anders le fornisce la prova che le cose in questa famiglia Carrington fittizia non sono propriamente così idilliache. Infatti, Blake tradisce Alexis con la domestica Cristal, Amanda e Jeff hanno sacrificato ogni interesse in nome del lavoro e la stessa Fallon non avrebbe conquistato Liam, più interessato invece ad Amanda. Al risveglio Fallon ringrazia Amanda per quest'esperienza, essendosi resa conto che la sua ambizione è stata il carburante che ha fatto marciare la famiglia. Amanda si arrabbia con Blake quando le viene fatto notare l'errore sul contratto. Sam rilascia un'intervista all'amico di Cristal, senza ottenere però l'effetto sperato di distogliere la sua attenzione dalla scottante storia di Adam.
Fallon si presenta pentita al cospetto di Liam. Il marito, pur apprezzando il suo sforzo, ritiene che per il bene di entrambi sia necessario prendersi una pausa, sperando serva a ricostruire il loro matrimonio. Blake si scusa con Amanda, lasciandola libera di decidere se lavorare insieme alla PPA oppure seguire una strada diversa. Amanda esprime il desiderio di lavorare in ospedale, avendo una predilezione per il diritto sanitario. Accortasi che è stato Adam ad alterare il contratto, Amanda gli rinfaccia che si è tirato la zappa sui piedi, poiché adesso dovranno condividere il posto di lavoro. Dominique cena con Brady, rendendosi conto che è ancora innamorato di lei e decidendo di concedergli un'altra chance. L'Atlanta Journal pubblica il tanto temuto articolo che è diventato un attacco diretto al La Mirage, descritto come un covo di gangster e malaffare. Sam si convince che uno dei Carrington l'abbia tradito, dato che Michael gli aveva riferito di una tangente versata al giornalista per modificare l'articolo. Indagando sul conto di Brady, Jeff apprende che l'uomo e sua madre risultano ancora sposati.

## Tempo di bugie
- Titolo originale: You Vicious, Miserable Liar
- Diretto da: Robbie Countryman
- Scritto da: Elaine Loh

### Trama
Leggendo una rivista di gossip datale da Kirby per provare a dimenticare Liam, a Fallon viene l'ispirazione di rivolgersi ad Anya, consulente matrimoniale molto quotata tra le star di Hollywood. Dovendosi recare a Los Angeles un paio di giorni, con Sam e Kirby che insistono per accompagnarla, Fallon affida a Colin la guida della Fallon Unlimited durante la sua assenza. Avendo perso il sostegno del sindacato degli agricoltori, Blake deve rimpiazzarli con gli insegnanti e vuole sfruttare a proprio vantaggio la conoscenza tra Michael e la sua ex professoressa Elena Stanley. Blake aveva promesso di costruire un centro sportivo nel liceo in cui la Stanley è preside, però si indispone quando alcuni genitori degli studenti gli ricordano il precedente dell'avvelenamento della falda aquifera nella contea di Clarke, la cui responsabilità della Carrington Atlantic non è mai stata dimostrata. Come primo atto da consulente legale dell'ospedale, Amanda blocca la sperimentazione del farmaco di Adam. Stressato nella ricerca di fondi per la sua missione, Jeff inizia ad avere frequenti emicranie e Cristal, memore del suo problema di salute, gli suggerisce di farsi controllare.
Anya vuole incontrare anche Liam, altrimenti la terapia non servirà a niente. Fallon chiede l'aiuto di Eva per mettersi in contatto con suo marito, ma l'assistente finge di non riuscire a sentirlo, quando invece lo sta frequentando assiduamente. Non avendo modo di far venire Liam a Los Angeles, Fallon costringe Sam a interpretarne il ruolo. Anya non sembra mangiare la foglia, però conclude la seduta affermando che il presunto marito è gay. La sortita a Los Angeles produce comunque un effetto positivo, facendo cambiare idea a Sam che stava meditando di comprare un hotel lì per allontanarsi dai Carrington. Adam chiede aiuto a Cristal per esercitare pressione su Amanda e indurla a ripristinare la sua sperimentazione, ricordandole che gli deve un favore. Elena Stanley rimprovera a Michael la decisione di Blake di bloccare il progetto del centro sportivo, altrimenti il sindacato degli insegnanti non gli darà il suo appoggio. Michael prova a dissuadere Jeff dal mettere in vendita i vecchi asset della ColbyCo, avvertendolo che scommettere su sé stesso in maniera così spregiudicata può essere pericoloso.
Fallon si accorge che è scomparso il cuscino di piume d'oca di Liam, segno che il marito è passato ed è determinato a starle lontano. Come se non bastasse, un noto avvocato divorzista ha cercato Fallon in ufficio durante la sua assenza, lasciando presagire il peggio per il suo matrimonio. Jeff è convinto di essere vittima di spionaggio industriale, attribuendone la responsabilità a Brady, mentre Michael pensa che questa improvvisa paranoia è dovuta alla mancata assunzione dei farmaci contro la sua neurotossicità. Blake cerca di farsi perdonare da Sam, organizzando l'evento di chiusura della campagna elettorale al La Mirage e prendendo le distanze dalle illazioni dei media. Amanda è riuscita a contattare Bobby Larson, il medico fatto licenziare da Adam in quanto vero autore della sperimentazione. Cristal ha scoperto che è stato Beto ad alienare le simpatie del sindacato degli agricoltori verso Blake, un modo per colpire lei vista la faida in corso nel clan Flores. La lontananza da Liam produce un avvicinamento tra Fallon e Colin, quest'ultimo fresco di divorzio.

## Affari di stato e affari di cuore
- Titolo originale: Affairs of State and Affairs of the Heart
- Diretto da: Geoffrey Wing Shotz
- Scritto da: Liz Sczudlo

### Trama
Colin sconsiglia a Fallon di confessare a Liam il tradimento appena consumato, dato che lui ha fatto lo stesso con sua moglie e sono precipitati nel divorzio, peccato che Eva fosse presente in ufficio e ha intuito cosa è accaduto. Liam nega di aver contattato un avvocato divorzista e concede a Fallon un weekend per fargli cambiare idea sulla pausa. North manda il suo vice  	Jordan Lipnicki per chiedere a Blake di ritirare la candidatura e far vincere Cavendish, con la promessa di concedergli il terreno per l'aeroporto. Blake è intenzionato ad accogliere la proposta del governatore, allettato dal poter avere il tanto bramato aeroporto e temendo che una sconfitta elettorale gli faccia perdere tutto. Michael non concorda con la scelta del signor Carrigton, in virtù dei sondaggi favorevoli ed essendosi impegnato in prima persona per realizzare il loro programma. Quando Larson si presenta in ospedale per riprendersi la sua ricerca, Adam assolda Sam per distrarre un'impiegata mentre lui distrugge i documenti. Jeff vuole che Dominique divorzi il prima possibile da Brady, impaurito che essendo legalmente suo marito possa esercitare rivendicazioni sulle loro attività.
Fallon porta Liam a un'esclusiva spa in cui viene praticata una terapia matrimoniale non convenzionale. Fallon teme possa emergere il tradimento con Colin, però a sorpresa è Liam ad ammettere di non sentirsi adeguato per stare al fianco di una moglie importante che dirige un'azienda, mentre lui ha scritto un solo articolo. Quando viene il suo turno, Fallon è molto a disagio e decide, una volta tornati in città, di togliersi il peso e raccontare la verità a Liam. Kirby passa a Michael l'agenda di suo padre con i segreti dei Carrington. Con l'aiuto di Sam, Adam accede al server dell'ospedale e cancella i file della ricerca di Larson, nonostante quest'ultimo affermi di aver conservato una copia degli stessi. L'avvocato divorzista fornitole da Jeff suggerisce a Dominique di trovare un impiegato che ammetta di aver commesso un errore nella trascrizione dei documenti del divorzio. Dominique ha bisogno di qualche giorno per riuscirci, però nel frattempo Alexis la minaccia di divulgare la verità sul suo matrimonio con Brady se non le cederà una quota di Dom-Mystique.
Eva fa venire Liam in ufficio mentre è in corso una riunione tra Fallon e Colin, facendogli scoprire cosa è successo e credere che la relazione sia durata ben più di una singola scappatella. Fallon interrompe la collaborazione con Colin, ma quando torna a casa Liam la precede e le comunica la fine del loro matrimonio. Blake convoca la stampa per annunciare il suo ritiro dalla campagna, ma Cristal ha assoldato una giornalista per pungolare il signor Carrington sulle sue potenzialità da uomo politico. Blake cambia quindi idea, annunciando il punto forte del suo programma elettorale, vale a dire una tassazione dell'energia per finanziare l'istruzione. Ringraziando Blake per aver onorato i loro accordi, Michael smaschera Cristal che è assetata di potere tanto quanto suo marito. Michael restituisce il manoscritto di Anders a Kirby che lo brucia, senza dirgli però che ne conserva una copia a proprio uso. Brady non vuole divorziare da Dominique, nonostante una sua generosa offerta per finalizzare la pratica. Tuttavia, Brady è in combutta con Alexis per danneggiare Dominique.

## Manipolazioni e inganni ovunque
- Titolo originale: Filled with Manipulations and Deceptions
- Diretto da: Pascal Verschooris
- Scritto da: Josh Reims e Garrett Oakley

### Trama
Trascorsa la notte in ufficio a ubriacarsi, Fallon trova nella scrivania di Eva una copia del libro di Liam con una fotografia di loro due alla premiazione. Amanda indaga per conto di Fallon, scoprendo che il vero nome di Eva è Rebecca Allen. Alla vigilia della chiusura della campagna elettorale, i media danno la notizia del giro di scommesse illegali che ha coinvolto l'Atlantix sotto la presidenza di Blake. I sospetti di Cristal puntano immediatamente su Beto, il quale mollerà la presa soltanto se la sorella gli cederà il controllo dell'azienda di famiglia. Larson pretende da Adam un anticipo di 5.000.000 $ e l'equa spartizione dei futuri guadagni derivanti dalla sua ricerca. Adam chiede ad Alexis di essere testimonial del farmaco, in modo da raccogliere velocemente il denaro e scampare alla possibile denuncia di Larson. Sam è agitato in vista dell'inaugurazione del Sahara Club, dato che vive questo momento importante senza Anders al proprio fianco, ricordando quanto sia stato importante per aprire il La Mirage. Jeff prova a spiegare a Dominique di non essere impazzito, restando convinto che Brady stia cercando di sottrarre dati sensibili alla ColbyCo Space.
Fallon prova a mette in guardia Liam da Rebecca, ma naturalmente il marito non le crede e la stessa Rebecca finge di essere stata aggredita da Fallon in ufficio quando ha trovato il libro. Per Fallon è venuto il momento di affrontare apertamente Rebecca, la quale si è assicurata che Liam assistesse dal vivo alla sua, stavolta reale, aggressione. Blake non vuole che Cristal accontenti Beto, così lo costringono ad accettare lo spostamento della sede legale dell'azienda Flores ad Atlanta, altrimenti faranno sapere al padre che è stato lui a farlo finire in carcere. Nonostante Adam gli abbia versato la quota pattuita, Larson non si accontenta e pretende di avere il proprio nome accanto al suo quando la ricerca diventerà di dominio pubblico. Con l'esempio di Anders in mente, Sam riesce a fronteggiare gli imprevisti e conduce in porto i preparativi per l'apertura del Sahara Club, intitolando il bar alla memoria del socio. Dominique chiede l'aiuto di Michael per affidare Jeff alle cure di un bravo psichiatra. Scoperto che Brady è in combutta con Alexis, Jeff perde il controllo e si precipita al Sahara Club, armato di pistola, per regolare i conti con l'uomo.
Liam apre gli occhi su Rebecca, avendo finalmente capito che è l'artefice di tutto, ed esclude categoricamente di essersi innamorato di lei. Alexis è arrestata per l'omicidio di Larson, essendo stata vista discutere con un uomo sul balcone. Anders appare a Sam, dicendosi orgoglioso dei grandi progressi fatti da quando lo ha conosciuto la prima volta. Jeff raggiunge Brady sul retro del club e gli punta contro la pistola, accusandolo di spionaggio industriale. Michael abbranca l'amico alle spalle, impedendogli di fare una pazzia e permettendo a Brady di scappare. Preda dei suoi deliri, Jeff ritiene Michael complice dell'oscura trama ai suoi danni e minaccia di sparargli. Liam raggiunge Fallon sul palco dove sta parlando Blake, bisbigliandole che hanno ancora molto lavoro da fare prima di poterla perdonare. Nello stesso momento al locale sono arrivati sia Beto che Rebecca ed entrambi sono armati di pistola. Quando Blake termina il discorso ed esplodono i festoni, una delle pistole esplode un colpo diretto verso il palco. L'arma che ha fatto fuoco è quella di Rebecca e a essere colpita è stata Fallon, immediatamente soccorsa dalla famiglia.